# دومینیک مونتسرات
دومینیک مونتسرات (انگلیسی: Dominic Montserrat; ۲ ژانویهٔ ۱۹۶۴ – ۲۳ سپتامبر ۲۰۰۴) باستان‌شناس متخصص در مصرشناسی اهل بریتانیا بود.